# Semiothisa furcata
Semiothisa furcata là một loài bướm đêm trong họ Geometridae.